# Internet Society
De Internet Society (ISOC), is een internationale non-profitorganisatie opgericht in 1992 om de leiding te nemen op het vlak van internetgerelateerd beleid, technische standaarden en toekomstige ontwikkeling. Haar missie is "het bevorderen van de open ontwikkeling, evolutie en gebruik van het internet ten gunste van alle mensen wereldwijd".
De Internet Society heeft kantoren nabij Washington DC in de Verenigde Staten en in Genève, Zwitserland. Daarnaast telt de organisatie meer dan 90 afdelingen over de gehele wereld, waaronder Nederland en België. Het ledenbestand van de Internet Society telt ruim 145 organisaties en meer dan 65.000 individuele leden.

## Geschiedenis
De Internet Society werd officieel opgericht in 1992, met als een van de doelstellingen om een professionele structuur te creëren ter ondersteuning van het ontwikkelproces van internetstandaarden. Vint Cerf, Bob Kahn en Lyman Chapin publiceerden een document, Announcing ISOC, dat uitlegde waarom de Internet Society opgericht moest worden. Dit document bevat ook de oorspronkelijke doelstelling van de organisatie:
"De vereniging zal een non-profitorganisatie zijn die zich inzet voor internationale opleidings-, liefdadigheids- en wetenschappelijke doelen, waaronder:
- Het faciliteren en ondersteunen van de technische evolutie van het internet als onderzoeks- en opleidingsinfrastructuur en het stimuleren van academische, wetenschappelijke en ontwikkelgemeenschappen (onder meer) in de evolutie van het internet.
- Het voorlichten van de academische en wetenschappelijke gemeenschap en het publiek over de technologie, het gebruik en de toepassing van het internet.
- Het promoten van wetenschappelijke en onderwijstoepassingen van internettechnologie ten gunste van onderwijsorganisaties op elk niveau, de industrie en het publiek in het algemeen.
- Het verschaffen van een forum voor de ontwikkeling van nieuwe internettoepassingen en het stimuleren van samenwerking tussen organisaties in hun toepassing en gebruik van het internet.[4]

## Tegenwoordig
De Internet Society houdt zich bezig met diverse activiteiten, verdeeld over drie hoofdcategorieën: standaarden, beleid en onderwijs.
In 2012 richtte de Internet Society de Internet Hall of Fame op voor de erkenning van individuen die significant hebben bijgedragen aan de ontwikkeling en vooruitgang van het internet.